# Wim Koole

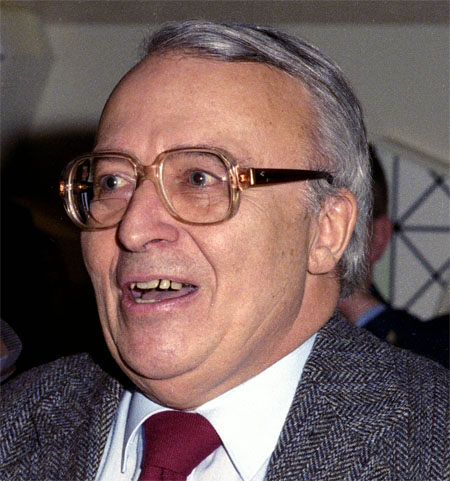
Wim Koole tijdens een toespraak in 1988

Willem Jacobus (Wim) Koole (Ritthem, 29 november 1929 - Muiderberg, 12 april 2009) was een Nederlands theoloog en omroepbestuurder.
Na zijn studie theologie aan de Rijksuniversiteit Utrecht was Koole in allerlei maatschappelijk-kerkelijke functies werkzaam alvorens hij in 1964 directeur van het Interkerkelijk Overleg in Radio- en Televisieaangelegenheden (IKOR) werd (de huidige IKON). Hij bleef in die functie tot 1989 en werd daar onder meer begeleider van filmmakers als Pieter Verhoeff, Ben Sombogaart, Ruud Schuitemaker en Trudy van Keulen. Onder Kooles leiding groeide de IKON uit tot een toonaangevende, vernieuwende en geëngageerde omroep. Bij zijn afscheid kreeg hij een ere-Zilveren Nipkowschijf.
Behalve bij de IKON vervulde hij ook bestuursfuncties bij andere media-instellingen. Zo was hij van 1 september 2006 tot 1 januari 2008 voorzitter van de Nederlandse Moslim Omroep (NMO). Hij nam dit voorzitterschap op zich omdat hij van mening was dat hij als theoloog van protestanten huize in staat was om de conflicten binnen de gemeenschap van Nederlandse moslims goed aan te voelen.
In 1993 promoveerde hij in de godgeleerdheid op het proefschrift De troost van televisie. Koole verloor zijn geloof in God, onder andere vanwege de moord in 1982 in El Salvador op vier journalisten van de IKON.
Wim Koole overleed op 79-jarige leeftijd.
- Bibliothèque nationale de France: cb12398262v (data)
- Gemeinsame Normdatei: 172752337
- International Standard Name Identifier: 0000 0003 8571 7846
- Library of Congress Control Number: n97100347
- Nederlandse Thesaurus van Auteursnamen: 070905681
- Virtual International Authority File: 248407342
- WorldCat: E39PBJpPDQw3Xqf3qdbXx4MVmd